# Xã Gravois, Quận St. Louis, Missouri
Xã Gravois (tiếng Anh: Gravois Township) là một xã thuộc quận St. Louis, tiểu bang Missouri, Hoa Kỳ. Năm 2010, dân số của xã này là 34.919 người.